# Halo 3
Halo 3 es un videojuego de disparos en primera persona desarrollado por Bungie Studios exclusivamente para la videoconsola Xbox 360 y posteriormente para Xbox One y PC en el recopilatorio Halo: The Master Chief Collection. 
El juego es el tercer título de una serie que empezó con Halo: Combat Evolved y siguió con Halo 2. El juego salió a la venta el 25 de septiembre de 2007 en Nueva Zelanda, Australia, Singapur, India, México, Canadá, Brasil, Colombia y los Estados Unidos; el 26 de septiembre de 2007 en Europa y el 27 de septiembre de 2007 en Japón. Un día antes del lanzamiento oficial 4.2 millones de unidades de Halo 3 fueron puestas en circulación.
Halo 3 se centra en la guerra interestelar entre la humanidad del siglo XXVI, liderada por la United Nations Space Command (UNSC), y una agrupación de razas alienígenas conocida como el Covenant, la cual después de una larga guerra de décadas ha comenzado una invasión a la Tierra. El jugador asume el papel del Jefe Maestro, un supersoldado genéticamente mejorado que participa en la defensa de la humanidad, acompañado por los Marines al igual que una raza de alienígenas llamados Elites, liderados por el Inquisidor. El juego cuenta con vehículos, armas y un modo de juego jamás visto en las entregas anteriores de la saga.
El impacto del videojuego fue enorme recaudando $300 millones de dólares en su primera semana de ventas, y poniendo a un millón de personas a jugar Halo 3 en Xbox Live veinte horas después de su lanzamiento. Hasta el 3 de enero de 2008 se han vendido más de 8.1 millones de copias, convirtiéndose en el videojuego más vendido del 2007 en los Estados Unidos. Su recepción en general fue muy buena por parte de los críticos, destacando algunos puntos como su modo multijugador, y Game Rankings lo colocó como en el séptimo lugar de los juegos con mejores ránquines para la consola Xbox 360 hasta la fecha. Una precuela titulada Halo 3: ODST, se lanzó el 12 de octubre del 2009, y una secuela Halo 4 se lanzó el 6 de noviembre de 2012. Hasta el día de hoy Halo 3 sigue siendo el juego más vendido de la saga, con más de 14.5 millones de copias vendidas.

## Argumento

### Escenario
Los acontecimientos de Halo son narrados en un universo de ciencia ficción creado por Bungie Studios específicamente para el juego. De acuerdo a la trama, Tomando lugar brevemente después de la serie de historietas Halo Uprising, Halo 3 la historia comienza un mes después de los eventos de Halo 2 y Halo 3 ODST. Halo 3 se encuentra en un entorno de ciencia ficción durante los años 2552 y 2553. En el año 2525, una alianza teocrática de razas alienígenas conocida como el Covenant. El Covenant declara a la humanidad como una ofensa a sus dioses y comienza a destruir colonias humanas bombardeando los planetas con descargas de plasma, convirtiendo sus superficies en vidrio. A pesar de los esfuerzos para prevenir que el Covenant encuentre nuevos mundos humanos, una flota del el Covenant descubre la Tierra durante Halo 2.

### Historia
La historia comienza aproximadamente dos semanas después de los eventos de Halo 2, y también después de la destrucción de Halo Instalación 05 (Delta Halo) del segundo Halo (en Halo 2). Justo después de Halo Uprising.
El argumento del juego es relatado en el manual de instrucciones, y en los diálogos y narraciones de los personajes, así como algunas escenas que detallan la trama o la historia y en las cuales el jugador no puede controlar al personaje. El 17 de noviembre de 2552, el Jefe Maestro cae a la atmósfera terrestre e impacta en una jungla africana, donde es recogido por el Inquisidor y el Sargento Johnson y un grupo de marines, el grupo se moviliza hacia el punto de extracción acordado, pero es interceptado por varios grupos Covenant, los cuales atacan al grupo mientras es extraído, derribando las naves Pelican y capturando a los supervivientes, pero John-117 y el inquisidor no son capturados, logran rescatar a los supervivientes y el grupo es finalmente evacuado.
El Jefe Maestro y compañía se abren paso hacia una base del UNSC, donde Miranda Keyes y Lord Hood planean un ataque aéreo hacia las naves del Profeta de la Verdad, que se han estacionado sobre un misterioso artefacto Forerunner desenterrado de las arenas de las ruinas de la ciudad de Nueva Mombasa, el "Arca". Repentinamente, la señal es interrumpida por un mensaje del Profeta de la Verdad. Después, la señal se restablece, pero Miranda Keyes da la orden de evacuar la base pues dice que será atacada. Tal y como lo predice Keyes, la base es atacada y se le asigna a John-117 la misión de ayudar en la evacuación y rescatar a los soldados prisioneros en las barracas, lo cual logra. Después se le informa que tienen preparando una bomba para asesinar a todos los Covenant que sigan en ella después de que todo el personal haya sido evacuado. Desgraciadamente, los Covenant los descubren y atacan el grupo que estaba preparando la bomba, forzándolo a salir, por lo cual el jefe maestro tiene que ir, aniquilar los brutes y activar la bomba, lo cual logra hacer, y finalmente sale de la base por un elevador.
Después de sobrevivir a la explosión, el Jefe Maestro lidera a un grupo de Marines que sobrevivieron a la explosión en warthogs y se dirigen hacia la ciudad de Voi luchando contra varios grupos de fuerzas Covenant. Más tarde, él y un grupo de Marines entran a la ciudad combatiendo al Covenant y destruyendo algunos Wraith antiaéreos y a un Scarab. Cuando el Jefe destruye un cañón de plasma antiaéreo del Covenant en la ciudad de Voi, Hood comienza su ataque, sin embargo Verdad activa el artefacto antes de lo esperado, que se revela como un portal por el que él y sus seguidores pasan. Luego, una nave Covenant en control de los Flood llega a la Tierra y se estrella en Voi, infectándola.
Los Elites arriban para ayudar con la infestación y detienen la amenaza parásita disparando hacia las zonas consumidas, pero al costo de perder la ciudad. En la nave nodriza Elite, la "Sombra de Intención", ahora comandada por Rtas 'Vadum, el Jefe y el resto ven un mensaje dejado por Cortana, quien dice que la ciudad sagrada de los profetas Gran Caridad se dirige a la tierra con un ejército de Flood y que a través del portal hay una solución para acabar con los Flood sin activar el resto de los anillos. El Jefe y los demás deciden pasar por él, a excepción de Hood, quien decide quedarse en la Tierra para proteger lo que queda. Uniéndoseles en su viaje es 343 Guilty Spark, quien al igual que los Elites, ha conformado una alianza con los Humanos.
Al traspasar el portal el Jefe Maestro y compañía descubren la verdadera Arca, una instalación masiva al borde de la Galaxia, fuera del alcance del disparo de los anillos. Al llegar a ella, el Jefe y Guilty Spark localizan el mapa Cartógrafo de la Instalación que les da la localización exacta de Verdad, sin embargo, son sorprendidos por el Covenant. 343 los retrasa analizando más de la cuenta el mapa, y, posteriormente, salen del cartógrafo. Las fuerzas humanas y Elites lanzan un ataque a los generadores de defensa enviando a un equipo a cada uno, el sargento Johnson liderando al primero, los Elites liderados por el inquisidor al segundo y John-117 liderando a algunos SCDOs y marines en el tercero. Tanto el Jefe Maestro como los Elites triunfan, pero Johnson emboscado y capturado. Los equipos de ambos generadores se reúnen y van hacia el primero para esta vez desactivarlo con éxito.
De pronto, cuando Rtas 'Vadum está listo para destruir la ciudadela aparece Gran Caridad estrellándose y lanzando esporas por toda la zona y dañando la nave, El Jefe y el Inquisidor se ven forzados a unirse temporalmente con Gravemind, el líder Flood, para detener a Verdad de activar los anillos y comenzar lo que él llama el Gran Viaje que según el llevara a todos los del Covenant hacia la salvación y la inmortalidad. Verdad captura a Johnson, ya que sólo los humanos pueden manipular tecnología Forerunner. Keyes trata de salvarlo, pero es asesinada por el Profeta. Una vez que las fuerzas protectoras de Verdad han sido diezmadas, el Jefe detiene el disparo de los anillos y el Inquisidor mata a Verdad. Con la activación de los anillos parada, Gravemind traiciona al dúo y Johnson escapa.
El Jefe descubre un nuevo anillo Halo siendo construido en el Arca, un reemplazo para el que él destruyó en el primer juego. 343 reaparece admitiendo que sabía sobre la reconstrucción de la instalación, donde muestra afecto a su "hogar" reconstruido. El Jefe decide encenderlo para acabar con los Flood de una vez por todas antes de que se terminase de construir para generar una explosión y no la temida activación, pero primero va a las ruinas de Gran Caridad para rescatar a Cortana. El tiempo escaseaba para encontrar el índice del reconstruido anillo, pero gracias a Cortana, omitieron dicha misión al conservar el índice del anillo original. En su escape, el Jefe destruye el reactor de Gran Caridad, haciéndola explotar y aparentemente matando a Gravemind en el progreso.
Al llegar a Halo, Cortana descubre que Gravemind sobrevivió y que está reconstruyéndose en el anillo. En la Sala de Control del anillo Johnson se prepara para activar el prematuro anillo con el Jefe y el Inquisidor vigilando sus espaldas, sin embargo es sorprendido por el Monitor, quien, descubriendo sus intenciones, se vuelve en contra de ellos hiriendo de gravedad a Johnson, y, este en reacción, le dispara con su Láser Spartan, luego Johnson le da al Jefe Maestro su Láser Spartan para que mate al monitor. Después de la lucha contra Spark, el Jefe logra matarlo, y así finalmente, el Jefe activa el Halo. El Jefe, Cortana y el Inquisidor huyen hacia una fragata del UNSC, la "Forward Unto Dawn"(Expida a Alba) a medida que Halo se cae a pedazos. El "Forward Unto Dawn" logra maniobrar para salir rápido del arca por el portal terrestre, aún activo. Sin embargo, sólo la mitad superior de esta, cargando al Inquisidor, pasa por el portal. Dejando la bodega y la parte trasera (Donde el Jefe y Cortana se encontraban) a merced de la explosión.
De vuelta en la Tierra un homenaje hacia los caídos en la guerra es dirigido por Lord Hood y el Inquisidor,y los Elites sobrevivientes regresan a su planeta natal. Después de los créditos se muestra al Jefe Maestro y Cortana, vivos y varados en la galaxia en la mitad inferior de la Dawn. Cortana envía una señal de auxilio, aunque sabe que podría tardar años en ser recibida, y el Jefe entra en una cámara criogénica para Spartans, no sin antes decirle a Cortana "Cuando me necesites, despiértame".
Al completar la misión, en modo legendario, se puede ver la fragata acercándose a un planeta desconocido el cual da comienzo a Halo 4 y después de Halo 4, Halo 4 Spartan Ops y a una nueva saga, llamada: " Saga del Reclamador ", (comúnmente conocida como Trilogía del Reclamador). que contaría con Cortana y el Jefe Maestro como protagonistas.

## Campaña
A su vez, el juego consta de diez niveles en total en el modo de campaña, los cuales se caracterizan por ser lineales —esto es, que avanzan conforme la historia del juego—:21

### Niveles
1. Llegado
2. Sierra 117
3. Nido del Cuervo
4. Autopista Tsavo
5. La Tormenta
6. Esclusa
7. El Arca
8. El Covenant
9. Cortana
10. Halo

## Multijugador
Con la llegada de Halo 3, se agregaron 11 mapas para su uso en Multijugador. A diferencia de Halo 1 Combat Evolved que fue lanzado con 13 mapas y Halo 2 con 12 mapas. Para un combate más interesante, muchos jugadores utilizaron el nuevo editor, Forge. Los mapas Epilogue, Sand Trap, Boundless y Pit Stop fueron oficialmente reeditados por Bungie, cada uno incluyendo pequeños cambios como nuevas armas y vehículos o la eliminación de las puertas escudo, etc, Es uno de los mejores Multijugadores de Halo.
- Construct
- Epitaph
- Guardián
- High Ground
- Isolation
- Last Resort
- Narrows
- Sandtrap/ Sand Tarp
- Snowbound / Boundless
- The Pit / Pit Stop
- Valhalla

### Heroic Map Pack
El paquete de Mapas Heroico fue lanzado para su compra en línea, incluyendo los mapas:
- Foundry
- Rat's Nest
- Standoff

### Legendary Map Pack
El Paquete de Mapas Legendario fue lanzado para su compra por Xbox Live por un total de 600 Gamer Points, incluyendo los mapas:
- Avalancha
- Apagón
- Ghost Town

### Almacenamiento Frío
Cold Storge es un mapa descargable por Xbox Live. Fue el séptimo mapa lanzado para Halo 3, el 07/07/08, día de Bungie, como un regalo para toda la comunidad de Halo 3 alrededor del mundo.          

### Mythic Map Pack
El paquete de Mapas Mítico es descargable por Xbox LIVE a cambio de 400 Gamerpoints o mediante un código obtenido en la Edición Limitada de Halo Wars. Como parte de la actualización, los mapas incluidos cuentan con nuevo cráneos para su búsqueda. Los mapas incluidos son:
- Asamblea
- Orbital
- Sandbox

Más tarde es lanzado el Segundo Paquete de Mapas Mítico. El 22 de octubre de 2009 es lanzado en disco, y el 2 de febrero de 2010 para su compra en Xbox LIVE por un total de 800 Gamerpoints. Los mapas también incluyen cráneos escondidos, nuevos logros, además de un Reto del Desafío de Maestro. Siendo los mapas:
- Costa
- Hereje
- Ciudadela

## Matchmaking
Artículo Principal: Matchmaking
El Matchmaking es el modo de juego que permite a los usuarios jugar partidas en línea, ya sea en partidas clasificatorias, sociales y/o personalizadas. Aquí se pueden ganar algunos puntos de EXP y Skill para alcanzar nuevos rangos y niveles nuevos.

## Forge
Artículo Principal: Forge
El Forge es una nueva aplicación incluida en Halo 3 y Halo Reach, con ella podemos acceder al cambio de mapas, es decir, que podemos modificar todos sus atributos, que van desde la colocación de armas hasta la modificación de estructuras disponibles en el mapa, incluso crear nuevas. Sin embargo, Forge únicamente está disponible para su uso en Mapas de Multijugador para jugarse con un máximo de ocho usuarios por Partida. Los mapas modificados son conocidos como "Variantes de Mapas".
La Modificación de estos requiere literalmente convertir a tu jugador en un Monitor Forerunner muy similar a 343 Guilty Spark, gracias a que domina la gravedad, podemos acceder a lugares nunca antes vistos o que eran difíciles de llegar debido a la falta de levitación. Con la llegada nuevos Paquetes de Mapas, los nombrados Sandbox y Foundry, fueron especialmente creados para su uso en Forge.

## Sistema de juego
Halo 3 es un juego de disparos donde los jugadores sobre todo experiencia el juego desde una perspectiva en primera persona. Gran parte del juego se lleva a cabo a pie, pero también incluye segmentos enfocados en combate con vehículos. El balance de las armas y los objetos en el juego se ajustó a que se adhieran mejor al "Triángulo de Oro de Halo": estas son armas, granadas y ataques cuerpo a cuerpo, que están disponibles a un jugador en la mayoría de las situaciones. Los jugadores pueden portar algunas de las armas en cada mano, renunciando a la utilización de granadas y ataques cuerpo a cuerpo en favor del poder de fuego combinado de dos armas. Muchas de las armas disponibles en anteriores entregas de la serie regresan con alteraciones de poder y cosméticas de menor importancia A o a diferencia de las anteriores entregas, el arma secundaria del jugador es visible en su modelo de jugador, enfundada o colgada en la espalda del jugador.
Halo 3 introduce "armas de apoyo", que son armas a dos manos que ralentizan al jugador, pero ofrecen a cambio potencia de fuego mucho mayor. Además de las armas, el juego contiene una nueva clase de mecanismos llamados equipamiento; estos elementos tienen efectos diversos, que van desde pantallas defensivas la regeneración del escudo a bengalas. Sólo una pieza de equipo se puede llevar a la vez. El componente de vehículos del juego se ha ampliado con vehículos nuevos y manejables solamente por la IA.

### Modos
En el modo de campaña de Halo 3 se puede jugar a través de solo o cooperativo con hasta otros tres jugadores a través de Xbox Live o System Link. En lugar de tener cada jugador siendo un personaje idéntico al igual que en previos juegos de Halo, el primer jugador juega como el Jefe Maestro, y el segundo jugador juega como el Inquisidor. Los otros dos jugadores controlan a dos élites del Covenant, N'tho 'Sraom y Usze 'Taham, cada uno con su propio pasado. No importa cuál personaje es jugado, cada jugador tiene capacidades idénticas, a pesar de que sus armas al comenzar varían. Cráneos ocultos que se encuentran en cada uno los niveles causa cambios al juego cuando son activados, como dando a los enemigos salud extra, cambiando diálogos en el juego o modificando el comportamiento de la IA. Estos cráneos, así como el nivel de dificultad y la velocidad a la que se ha completado el nivel, proporcionan multiplicadores a la puntuación total. Los jugadores conceden puntaje para desbloquear logros por alcanzar una determinada puntuación en cada nivel.
La red local o Xbox Live es compatible con hasta dieciséis jugadores en partidas multijugador con modos de juego incluyendo las variaciones de "Asesino" y "Captura la Bandera". Los jugadores deben buscar activamente a otros jugadores a través de su lista de amigos de Xbox Live, mediante el sistema de invitar a partys, o la función de búsqueda de LAN para jugar partidas multijugador con sus propias reglas personalizadas y mapas personalizados. Si están conectados a Xbox Live sin embargo, el jugador que elige tener el juego decide por ellos las normas precisas y un mapa para jugar, así como jugar contra o con a otras personas, usando el sistema "matchmaking" (la automática agrupación de los jugadores de habilidad similar). Un jugador decidirá entre una selección de juegos, cada uno contiene una determinada manera de experimentar el juego.

### Voces y textos
A pesar de esto, Halo 3 contiene todos los textos escritos en español de España. Sin embargo, los diálogos fueron completamente doblados al español mexicano neutro. Además, varios personajes, como son el caso de los élites y grunts, requieren cierto tipo de alteración en las voces para darles un efecto de agudeza o gravedad mayor. La mayor parte del guion es igual al de España, diferenciando ciertas maldiciones adaptadas y modismos cambiados.

### Reparto
| Personaje                | Actor original | Actor De Doblaje en Hispanoamérica | Actor De Doblaje en España |
| Jefe Maestro             | Steve Downes | Raúl Anaya | ?                          |
| Cortana                  | Jen Taylor | Erica Edwards | ?                          |
| Inquisidor               | Keith David | Juan Carlos Tinoco | ?                          |
| Comandante Miranda Keyes | Justis Bolding | Dulce Guerrero | ?                          |
| Sargento Johnson         | David Skully | Gerardo Reyero | ?                          |
| Lord Hood                | Ron Perlman | Carlos Segundo | ?                          |
| Profeta de la Verdad     | Terrance Stamp | Gabriel Pingarrón | ?                          |
| Rtas 'Vadum              | Robert Davi | Humberto Solórzano | ?                          |
| 343 Guilty Spark         | Tim Dadabo | Víctor Ugarte | ?                          |
| El Gravemind             | Dee Bradley Baker                                                                                                 | Rubén Moya | ?                          |
| Floods                   | Dee Bradley Baker                                                                                                 | Rubén Moya | ?                          |
| Sargentos                | Nathan Fillion | José Luis Orozco Gerardo Vásquez | ?                          |
| Marines, ODST            | Mikey Kelley Adam Baldwin Andrew McKaige Nolan North Katee Sackhoff Alan Tudyk David Frederick White Debra Wilson | Luis Daniel Ramírez Xóchitl Ugarte Arturo Mercado Jr. Gerardo García Liliana Barba Emilio Gallardo Rosalba Sotelo Moisés Iván Mora Edson Matus Mario Castañeda | ?                          |
| Grunts                   | Roy Stanton Joseph Staten Mark Fullerton Chris Edgerly                                                            | Irwin Daayán Enrique Cervantes Óscar Flores Luis Daniel Ramírez                                                                                                | ?                          |

## Producción
El concepto del videojuego surgió incluso antes de que se lanzase al mercado Halo 2 en 2004. Aunque varios del equipo de producción preferían crear contenido adicional para la segunda entrega de la serie, otros tenían ya en mente los aspectos relacionados con el desarrollo de Halo 3. En mayo de 2006, Bungie dejó entrever que estaban trabajando en «un nuevo proyecto». Poco después, el estudio anunció de forma oficial a la prensa la producción del tercer juego de Halo, en la E3 por medio de un tráiler cinemático en tiempo real.
En su sitio web, Bungie publicó semanalmente un comunicado en donde informaban al público el avance en la producción del juego. En septiembre de 2006 revelaron que los diseñadores habían creado dos compiladores tanto para el modo individual como para el multijugador, con el objetivo de acelerar la depuración y prueba de los archivos de este último modo de juego, en comparación al tiempo que había demorado este proceso en los anteriores juegos. Aunque los detalles sobre el modo multijugador se fueron conociendo con una considerable anticipación (cuatro meses antes del estreno programado), no ocurrió así con el modo individual, cuyas características se mantuvieron en secreto durante casi toda la etapa de producción. Las primeras tomas del modo campaña se difundieron hasta el 5 de julio de 2007. Un mes antes, Bungie invitó a los seguidores a probar la versión beta del modo multijugador online, aunque antes debían adquirir la copia en físico de Crackdown.
En Halo 3, un rasgo que mejoró notablemente respecto a sus predecesores fue la capacidad de reacción de la IA. Por ejemplo, en esta ocasión los Brutes actúan de cierta forma en un tiempo determinado, lo cual influye en el desarrollo de la interactividad con el jugador.

### Gráficos
El juego utiliza un motor gráfico creado por Bungie que utiliza algunas tecnologías avanzadas como ciertos efectos de alto rango dinámico y con profundidad de campo para las escenas. Aunque en la versión beta no incorporaron motion blur, dicho efecto sí aparece en la edición definitiva que se puso a la venta. La mayoría de los objetos dinámicos que aparecen, incluidas las plantas, proyectan sombras en tiempo real. Para proporcionarle un mayor detalle a la superficie, los desarrolladores añadieron tres tipos de mapeado: normal, topológico y por paralaje. Como resultado, los jugadores son capaces de observar claramente el paisaje tridimensional hasta una distancia máxima de 16 km. Aunque al principio se pensó en incluir también efectos reflectores en tiempo real, Bungie descartó luego dicha opción a la que consideró como «un desperdicio de recursos».
Los gráficos de Halo 3 no tienen una resolución nativa de alta definición. En contraste a la resolución de 1280×720 que la mayoría de los juegos de la consola Xbox 360 poseen, la tercera entrega de Halo cuenta con una de 1152×640. Esto se debió a cuestiones meramente técnicas, ya que Bungie optó por utilizar dos búfer en vez de uno solo como solía hacerse, ya que una menor resolución de los gráficos le habría de permitir a los desarrolladores mantener la mayor parte del rango dinámico como fuese posible para la iluminación del escenario, sin que dicha característica afectara la frecuencia de imágenes por segundo. La consola permite escalar la imagen a 1080p.

### Doblaje del juego
Para el continente americano, Microsoft decidió comercializar sus ventas a nivel internacional, y para eso, decidió doblar sus juegos universalmente para un mayor número de compradores.
Esto llevó a la decisión de dejar de distribuir sus juegos a los países hispanos con doblaje únicamente de España, y así realizar un solo doblaje neutro en español para todos los países hispanohablantes.
El juego Halo 2 (predecesor a Halo 3) fue el segundo juego en la historia doblado con ésta modalidad (el primero fue Age of Empires II, doblado en Colombia). El juego fue doblado en Los Ángeles, en el estudio JBI Localization, con un español neutro para ser distribuido tanto en Europa como en Hispanoamérica.
Tras su lanzamiento, recibió severas críticas por parte de la gran mayoría de compradores, argumentando que los acentos se alcanzaban a filtrar, además de criticar la calidad del doblaje.
Muchos españoles pensaron que el juego se había doblado en Hispanoamérica, mientras que muchos hispanoamericanos pensaron que se había doblado en España, demostrando así la falta de neutralización en el acento.
Después de escuchar el doblaje de Halo 2, Oliver Magaña mandó una solicitud a Microsoft argumentando que él podría haber hecho un mejor doblaje, y les envió un demo de voz para Halo 3. Microsoft decidió aceptar un doblaje mexicano para su próximo juego, Halo 3, para ser distribuido en toda América, y un doblaje español para ser vendido únicamente en España.
A partir de Halo 3, Microsoft ha mandado doblar sus juegos en español a dos versiones: una norteamericana y una europea. Ejemplo de ellos son Viva Piñata, Gears of War y Gears of War 2, Fable II, entre otros, cuyos doblajes para América se han hecho en la Ciudad de México.
Para la versión española, Microsoft España organizó un concurso para encontrar al Mayor Aficionado de Halo. Tras unos cuantos meses de espera, anunciaron que Carlos López Infante (Gamertag: "Clopezi spain") era el ganador del susodicho concurso para viajar hasta los Estados Unidos para recibir juegos y una consola semanas antes de su lanzamiento oficial. El joven Carlos López dobló al castellano a 2 pilotos.

### Ediciones

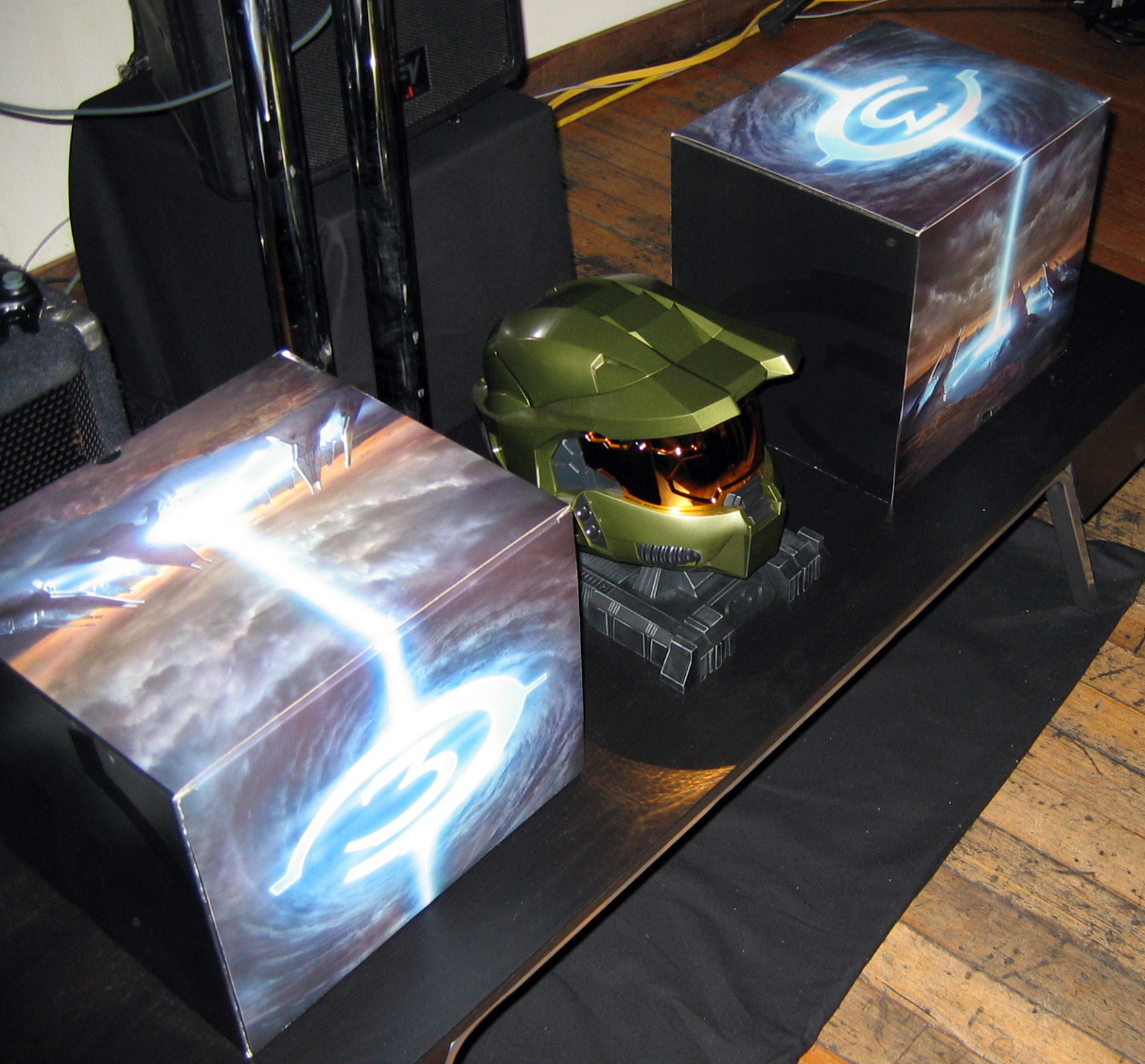
Edición Legendaria de Halo 3

Halo 3 salió a la venta en tres versiones: Edición Estándar, Edición Coleccionista y Edición Legendaria. La Edición Estándar contiene el disco y un manual. La Edición de Coleccionista contiene el disco, el manual, y un DVD con las extras: Cómo se hizo y otros contenidos adicionales, todo ello dentro de una carcasa metálica. La Edición Legendaria incluye el casco Spartan Mark VI MJOLNIR de coleccionista y dos discos de material extra. El primero, con imágenes exclusivas del proceso de desarrollo de Halo y el documental en alta definición Cómo se Hizo Halo 3. El segundo disco extra incluye material cinematográfico remasterizado de Halo: Combat Evolved y Halo 2 con comentarios de los desarrolladores, para hacer un repaso al curso de la historia de Halo. También aporta un documental sobre el día a día en Bungie Studios y contenido exclusivo de las series Red vs. Blue y This Spartan Life, de Machinima. Finalmente, una colección de bocetos originales desarrollados por el artista Lee Wilson, en los que se retratan los momentos clave de la saga Halo.
| Versión                                   | Normal | Coleccionista | Legendaria |
| ----------------------------------------- | ------ | ------------- | ---------- |
| Precio                                    | $59.99 | $69.99        | $129.99    |
| Disco de juego y Manual                   | Sí     | Sí            | Sí         |
| DVD interactivo para Xbox 360             | No     | Sí            | Sí         |
| Bestiario                                 | No     | Sí            | Sí         |
| DVD Legendario                            | No     | No            | Sí         |
| Réplica Exacta del casco del Jefe Maestro | No     | No            | Sí         |

### Contenido descargable
Halo 3 ha tenido mapas descargables, como también actualizaciones del juego vía Xbox Live.
El paquete de mapas Heroic Map Pack que incluye: Standoff, Rat’s Nest y Foundry fue lanzado el 11 de diciembre de 2007. Un segundo paquete de tres mapas llamado Legendary Map Pack con los mapas Avalancha, Apagón y Pueblo fantasma fue publicado el 15 de abril de 2008. Un remake del mapa de Halo: Combat Evolved Almacenamiento frío, fue libereado gratuitamente el 7 de julio de 2008. Un tercer paquete de tres mapas los cuales son Reunion, Orbital, y Sandbox, fueron incluidos en la edición especial de Halo Wars. Y por último un cuarto paquete titulado Mythic II Map Pack, fue publicado el 2 de febrero de 2010 que incluye tres nuevos mapas de Halo 3: ODST Ciudadela, Hereje y Costa.

## Mercadotecnia

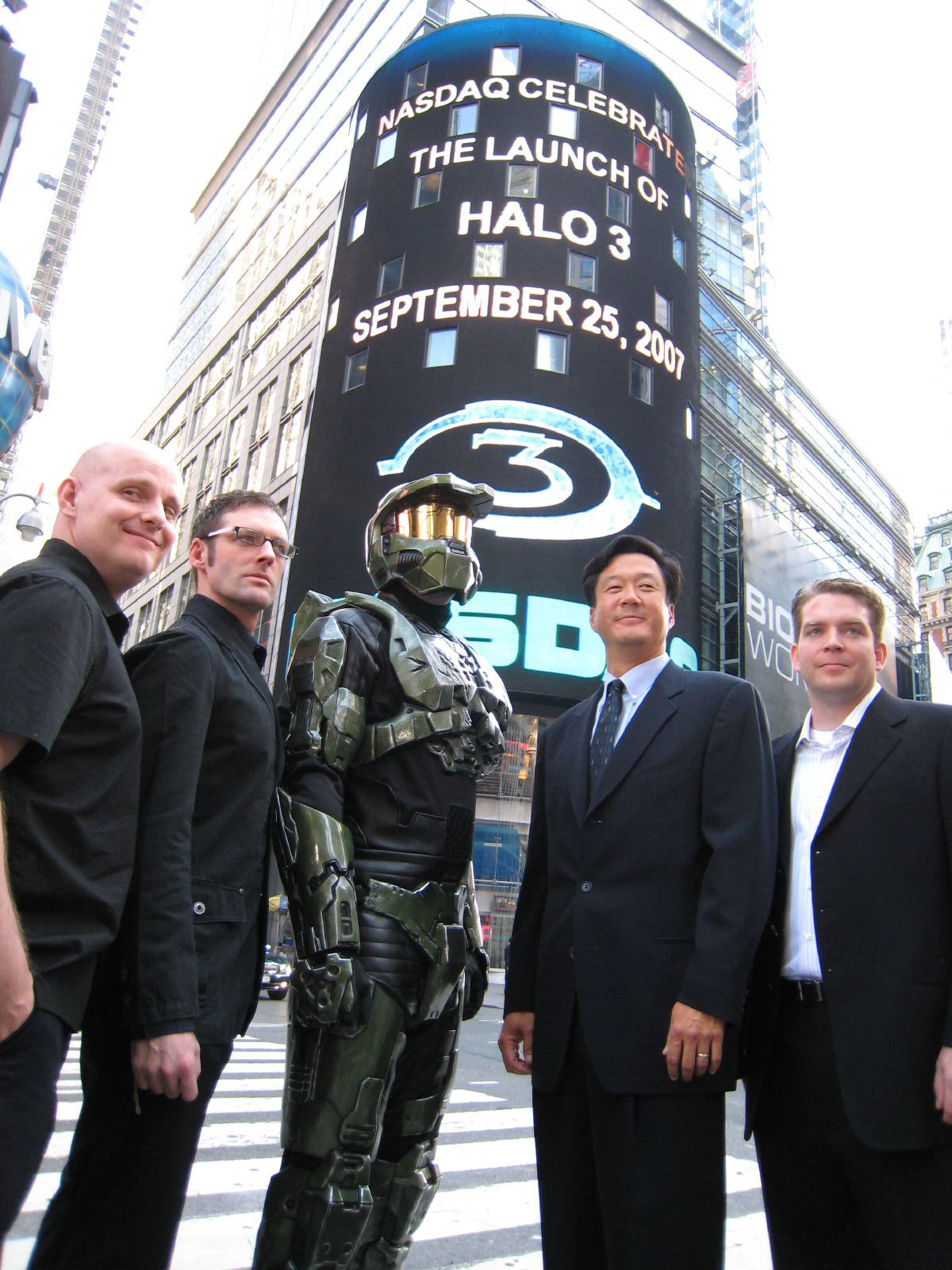
Celebración del lanzamiento de Halo 3, realizada en el edificio de NASDAQ en Nueva York el 25 de septiembre de 2007.

Microsoft gastó más de cuarenta millones de dólares en el mercadotecnia de Halo 3. El objetivo de la campaña era vender más consolas de Xbox 360 y expandir el atractivo del juego.

## Recepción
Halo 3 ha recibido generalmente críticas favorables. En el sitio de GameRankings, el juego obtuvo un puntaje de 94%, basado en 89 reseñas, por lo que en mayo de 2011, es el décimo mejor juego de Xbox 360. En Metacritic, el juego recibió el puntaje de 94 de 100 basado en 86 reseñas.